# Tuwi Buya (Darul Makmur)
Tuwi Buya is een bestuurslaag in het regentschap Nagan Raya van de provincie Atjeh, Indonesië. Tuwi Buya telt 430 inwoners (volkstelling 2010).